# Puerto Escondido (romanzo)
Puerto Escondido è un romanzo di Pino Cacucci del 1990, dal quale è stato tratto l'omonimo film del 1992.

## Trama
Un bolognese solitario e depresso, che vive una quotidianità piatta e anonima, si ritrova improvvisamente catapultato in una vicenda paradossale quando diviene vittima delle attenzioni di un folle commissario di polizia. Per scansarlo, si avventura in una turbolenta fuga in giro per il mondo che lo porta ad esplorare l'isola d'Elba, Barcellona e Puerto Escondido. Proprio qui, immerso in un ambiente convulsamente spericolato, il protagonista capisce di aver trovato finalmente il suo habitat ideale.

## Edizioni
Pubblicato per la prima volta nel 1990 dalla casa editrice Interno Giallo, venne successivamente ripubblicato dalla Arnoldo Mondadori Editore.